# San Carlos, Tamaulipas
San Carlos là một đô thị thuộc bang Tamaulipas, México. Năm 2005, dân số của đô thị này là 9261 người.